# Kirchheilingen
Kirchheilingen est une commune allemande de l'arrondissement d'Unstrut-Hainich, Land de Thuringe.

## Géographie
Kirchheilingen se situe dans une vallée des Heilinger Höhen.
| Marolterode                   | Ebeleben       | Blankenburg          |
| Neunheilingen                 | Kirchheilingen | Bruchstedt Tottleben |
| Kleinwelsbach Bad Langensalza | Sundhausen     |                      |

Kirchheilingen se trouve sur la Bundesstraße 84.

## Histoire
Kirchheilingen est mentionné pour la première fois en 833.

## Source, notes et références
- (de) Cet article est partiellement ou en totalité issu de l’article de Wikipédia en allemand intitulé « Kirchheilingen » (voir la liste des auteurs).